# Caroline Taquin

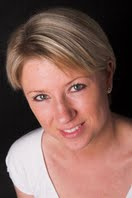
Caroline Taquin

Caroline Taquin (Nijvel, 5 januari 1977) is een Belgisch politica voor de liberale partij MR.

## Levensloop
Taquin behaalde het diploma van kandidaat in de psychologische wetenschappen en onderwijs aan de Université de Mons-Hainaut en een certificaat in stedelijke veiligheid aan de UCL. Ze werkte van 1999 tot 2012 als leerkracht in het lager onderwijs en van 2006 tot 2014 eveneens in het afstandsonderwijs. Van 2017 tot 2019 was ze daarenboven adviseur op het kabinet van Jean-Luc Crucke, toenmalig minister in de Waalse Regering.
Sinds 2006 is Taquin voor de MR gemeenteraadslid van Courcelles en sinds 2012 is ze burgemeester van de gemeente. Ook was Taquin van 2010 tot 2012 provincieraadslid van Henegouwen en sinds 2021 is ze voorzitter van de MR-federatie van het arrondissement Charleroi-Thuin. 
Bij de verkiezingen van mei 2014 was Taquin kandidaat voor de Kamer van volksvertegenwoordigers. Ze behaalde een hoog aantal stemmen, maar raakte niet verkozen. Bij de federale verkiezingen van mei 2019 kreeg ze de derde plaats op de MR-lijst in de kieskring Henegouwen. Ditmaal raakte ze wel verkozen tot Kamerlid. Ze legde er toe op binnenlandse zaken, volksgezondheid en sociale emancipatie.
Taquin werd bij de Waalse verkiezingen van juni 2024 vanop de tweede plaats van de MR-lijst voor het arrondissement Charleroi-Thuin verkozen in het Waals Parlement en het Parlement van de Franse Gemeenschap. Hierbij behaalde ze voldoende stemmen om haar burgemeesterschap te combineren met beide parlementaire functies.
Daarnaast was ze van 2007 tot 2019 bestuurder bij de ISPPC, de intercommunale voor volksgezondheid in de streek van Charleroi, en van 2007 tot 2013 ondervoorzitter en van 2013 tot 2019 bestuurder bij de sociale huisvestingsmaatschappij À chacun son logis in Trazegnies en van 2013 tot 2018 voorzitter van de raad van bestuur van het filiaal van de Waalse watermaatschappij SWDE in de Samberstreek. 
Haar broer Frédéric Taquin is een voetbalcoach en voormalig voetballer. 